# Сан Луис (Колорадо)
Сан Луис (енгл. San Luis) град је у америчкој савезној држави Колорадо.

## Демографија
По попису из 2010. године број становника је 629, што је 110 (-14,9%) становника мање него 2000. године.
| Група             | 2000.       | 2010.       |
| Белци             | 65 (8,8%)   | 81 (12,9%)  |
| Афроамериканци    | 2 (0,3%)    | 9 (1,4%)    |
| Азијати           | 0 (0,0%)    | 2 (0,3%)    |
| Хиспаноамериканци | 656 (88,8%) | 530 (84,3%) |
| Укупно            | 739         | 629         |